# فی
فی (بزرگ Φ، کوچک φ یا ϕ)، [fī] بیست و یکمین حرف الفبای یونانی است. در یونانی ،مدرن تلفظ ف دارد، اما در یونانی قدیم تلفظ  [pʰ]، داشت. حرف هم‌ردیف آن در سیرلیک اف است.
حالت کوچک آن، {\displaystyle \varphi } (یا {\displaystyle \phi }) به عنوان نماد در موارد زیر به کار می‌رود:
- به عنوان نماد مجموعه تهی یا خالی در علم ریاضیات به کار می‌رود.
- نسبت طلایی در ریاضیات، هنر و معماری
- در فیزیک، به عنوان نماد شار مغناطیسی به کار می‌رود
- تابع فی اویلر φ(n)
- به عنوان نماد ، زاویه بعد از حرف تتا به کار می‌رود

به ویژه:
- آرگومان اعداد مختلط.
- فاز در یک موج.[۱]
- عرض جغرافیایی در دستگاه مختصات جغرافیایی شمالی-جنوبی.
- پتانسیل الکتریکی در فیزیک.
- تابع کار در الکترونیک.
- ضریب بی‌دوامی در ترمودینامیک

حالت بزرگ آن در موارد زیر به کار می‌رود:
- نماد قطر در مهندسی، به‌طور غالب از فی استفاده می‌شود.